# Kostel Všech svatých (Uhříněves)
Kostel Všech svatých v Uhříněvsi je římskokatolický farní kostel. Byl vystavěn v barokním slohu v závěru 1. poloviny 18. století na místě staršího malého kostela. Kostel je chráněn jako kulturní památka.

## Historie kostela

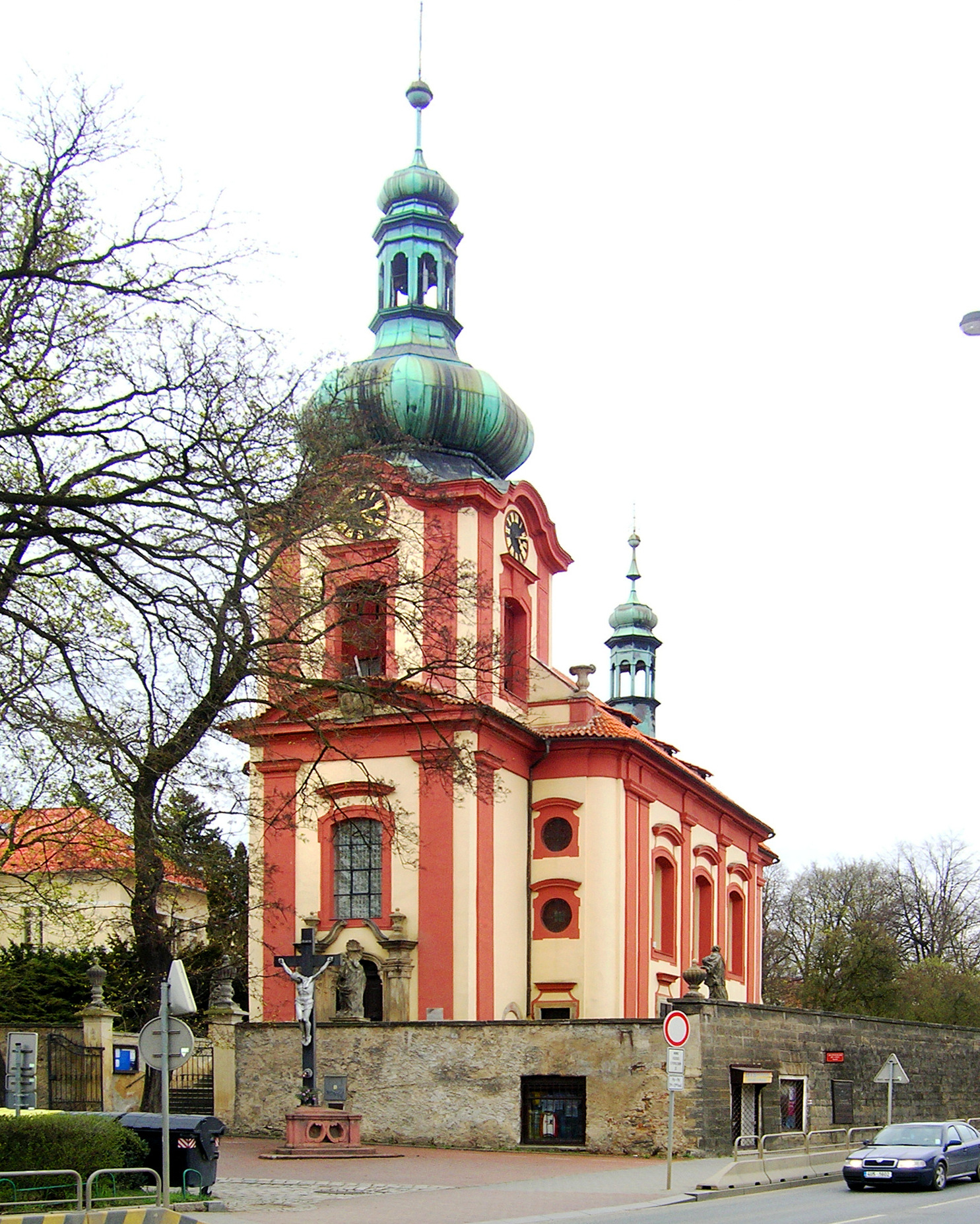
Kostel v Uhříněvsi

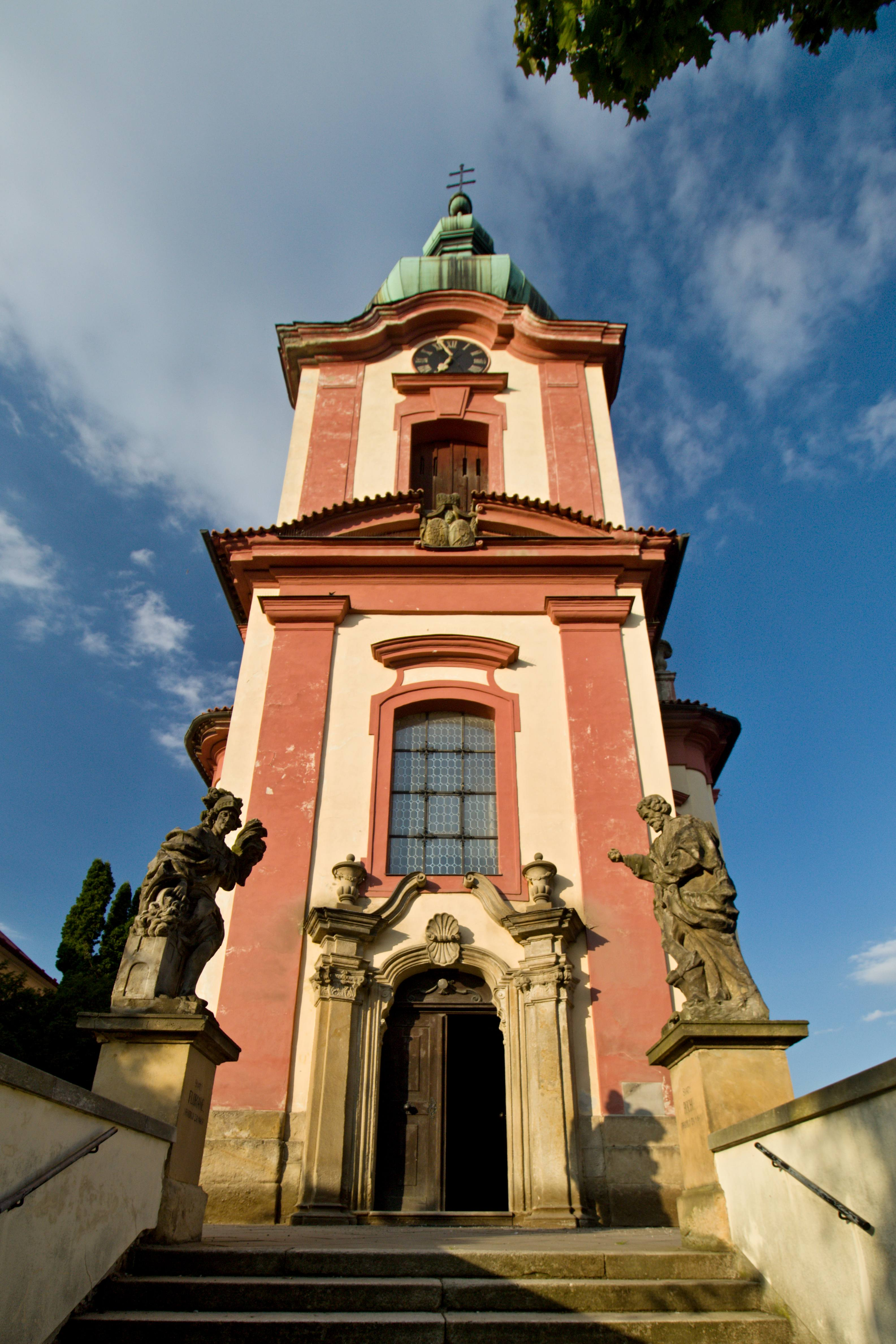
Vstupní portál kostela se sochami sv. Floriána a sv. Rocha

První zmínky o kostele jsou doloženy již ve 14. století. Po husitských válkách byla Uhříněves utrakvistická. Po roce 1624 panství koupil kníže Karel z Lichtenštejna a farnost se vrátila pod správu katolické církve.
Nejvýznamnějším místním knězem se stal Václav Jan Nepomuk Cžipa, díky jehož iniciativě byl v Uhříněvsi postaven současný kostel. U vídeňských úřadů usiloval buď o rozšíření tehdejšího malého kostela, nebo výstavbu zcela nového. Majitelka uhříněveského panství, vévodkyně Marie Terezie Savojská, dala svůj souhlas k výstavbě nového kostela. Výstavba nového chrámu začala proběhla v letech 1740–1743 podle projektu říčanského stavitele Tomáše Budila. Hlavní oltář a kazatelnu vytvořil řezbář František Ferdinand Ublacker v roce 1752, obraz Všech svatých Jan Petr Molitor starší, který je rovněž autorem fresky Nejsvětější Trojice v presbytáři. Farář Cžipa zde působil dlouhých 42 let (1731–1773).
V kostelní věži se nacházejí dva zvony. Větší, pocházející z dílny zvonaře Tomáše Jaroše, je zasvěcen svatému Václavu a svaté Ludmile a byl odlit v roce 1552. Menší zvon zasvěcený sv. Janu Křtiteli je z roku 1685.
V areálu se nachází řada soch, např. sochy sv. Floriána a sv. Rocha před hlavním vstupem, jejichž autorem je Jan Jiří Šlanzovský. Další sochy (např. sv. Františka Xaverského a od téhož autora, jiné byly odstraněny) jsou rozmístěny na ploše terasy v místech, kde do roku 1822 býval hřbitov (nový hřbitov byl založen přibližně 800 metrů východně při hlavní silnici). V roce 1908 byl kostel povýšen na děkanský.

### Restaurátorské práce
Od roku 2000 prochází kostel postupně rekonstrukcí. Díky snaze Městské části Praha 22 a Občanského spolku Uhříněves byly získány finanční prostředky z Ministerstva kultury ČR a Magistrátu hlavního města Prahy. Byla již opravena střecha, vyměněny okna, v roce 2002 byl kostel po 98 letech nově vymalován v původní světlé barvě. Kompletně byl již restaurován oltářní obraz Nanebevzetí Panny Marie od Jana Petra Molitora a následná nástropní freska Korunování Panny Marie na nebesích od téhož autora. Obraz dosahuje úctyhodných rozměrů 11 m² bez rámu a 18 m² s bohatě zdobeným rámem. Rovněž byly zrestaurovány 4 sochy ctností na hlavní oltáři (Naděje, Láska, Víra a Síla) a 2 sochy Melchisedecha a Abraháma nad vstupním brankami do prostoru za hlavním oltářem. Kompletní rekonstrukcí prošly i barokní dubové lavice.

## Bohoslužby
Mše svatá se zde koná každý den pondělí - pátek v 18:00 hodin, v sobotu v 8:00 hodin a v neděli v 9:30 a v 18:00 hodin (v době letních školních prázdnin není nedělní večerní mše svatá)